# Henry Cranke Andrews

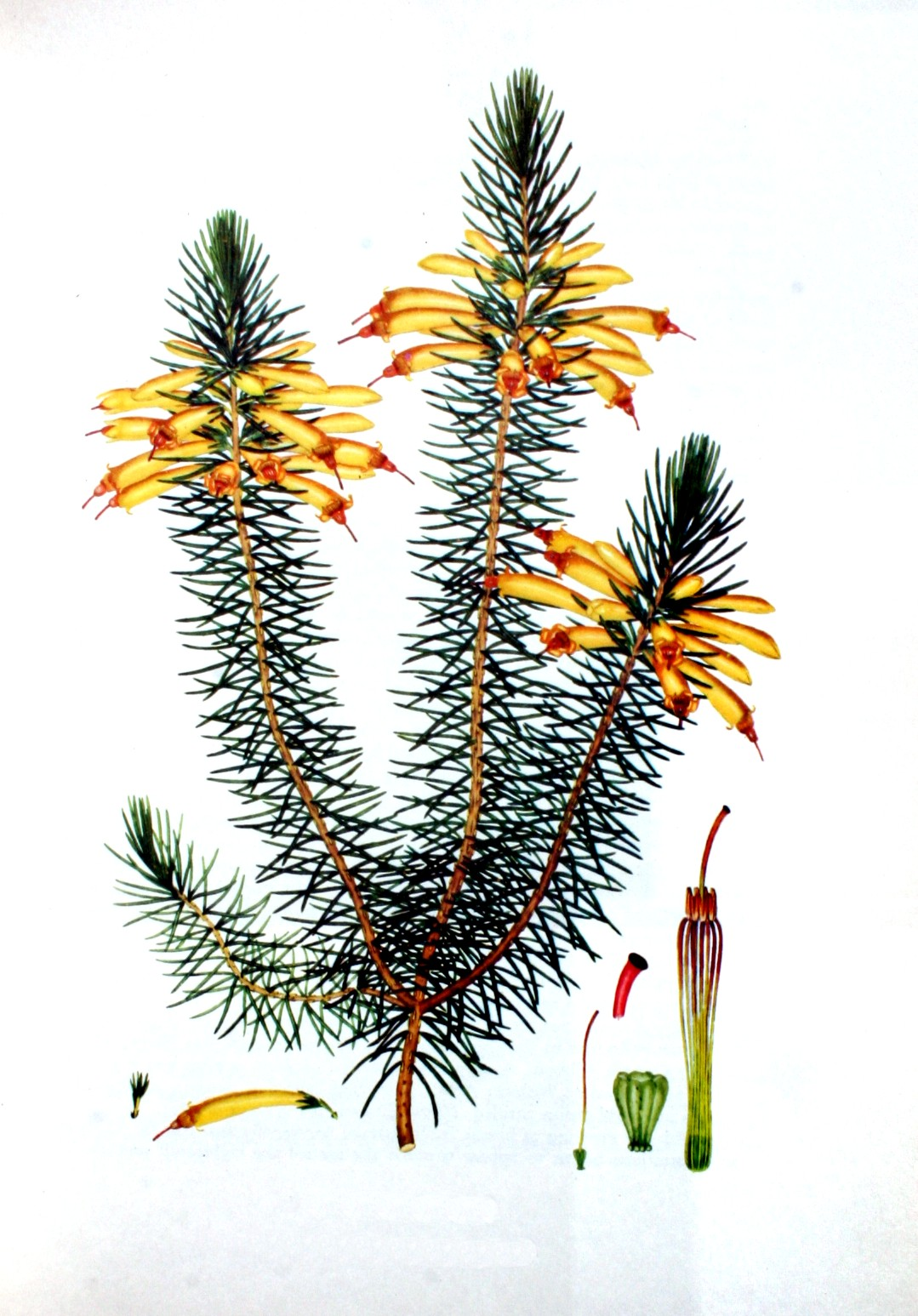
Erica grandiflora L.f. 1802

Henry Cranke Andrews (1770 - 1830), va ser un botànic anglès a més d'artista del gravat. Com ell sempre va publicar com Henry C. Andrews, i a causa de la dificultat de trobar registres, el C. va ser referit sovint com Charles, fins que es va trobar un registre de la seva inscripció matrimonial a 2017.
Visqué a Knightsbridge i es casà amb la filla de John Kennedy de Hammersmith, qui ajudà Andrews en les descripcions de plantes que ell il·lustrà.
L'obra Botanist's Repository va ser la seva primera publicació, que va sortir en una sèrie de 10 volums entre 1797 i 1812. Les seves il·lustracions es consideren de gran qualitat.

## Publicacions
- Botanists Repository, Comprising Colour'd Engravings of New and Rare Plants (10 vols.) (London, 1797–1812)
- Coloured Engravings of Heaths 1794-1830 4 vols.
- The Heathery 1804-1812 6 vols.
- Geraniums or A Monograph of the Genus Geranium (London 1805-1806 2 vols.)
- Roses 1805-1828